# Christo Stambolski

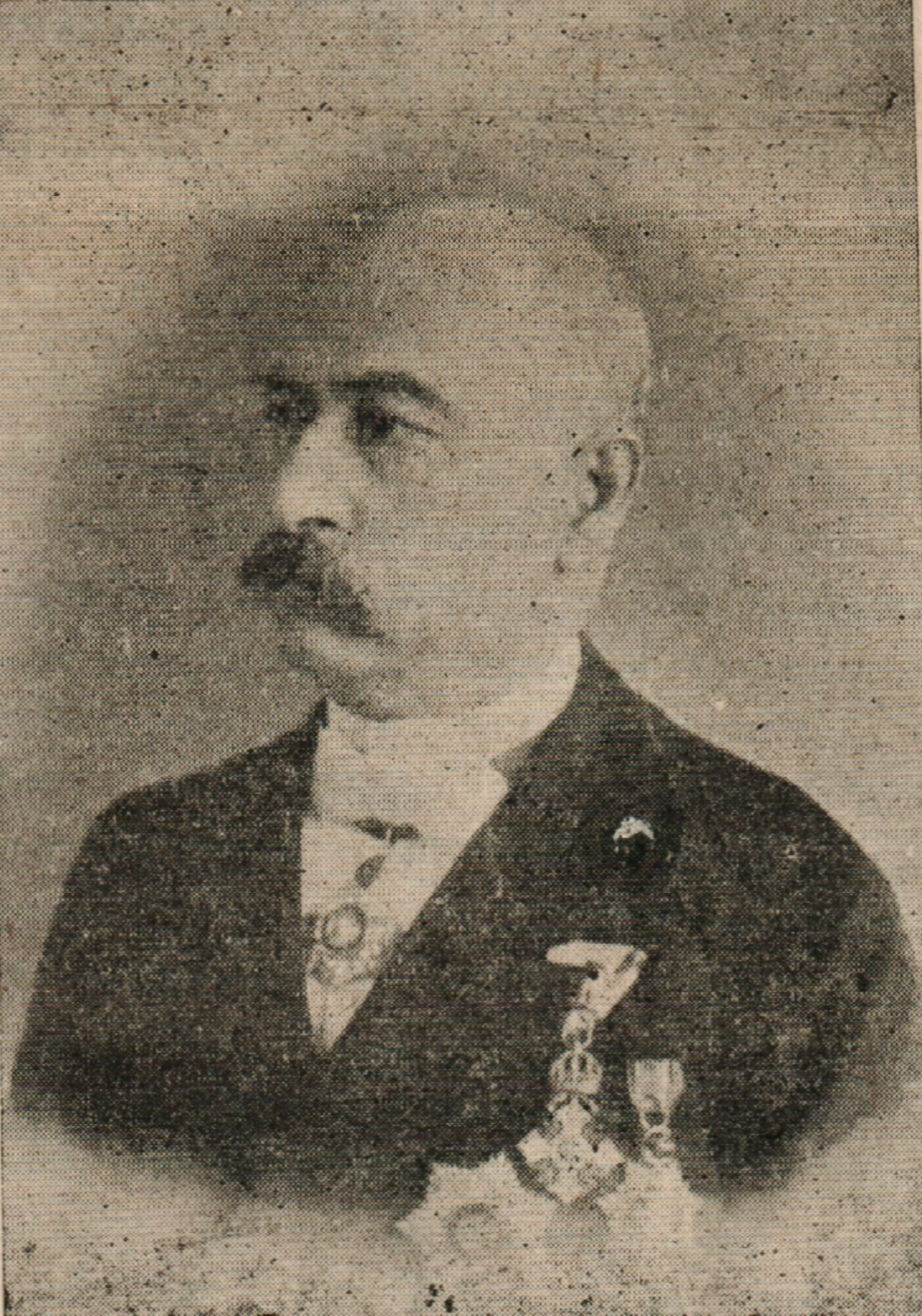
Christo Tanew Stambolski

Christo Tanew Stambolski (Bulgarisch Христо Танев Стамболски; * 8. August 1843 in Kasanlak; † 4. Juni 1932 in Sofia) war ein bulgarischer Arzt, Freiheitskämpfer und Politiker und einer der Aktivisten der Bulgarischen Nationalen Wiedergeburt und nach der Befreiung Bulgariens Funktionär der Volkspartei in Ostrumelien. Er war der Erste, der im Osmanischen Reich die Medizinische Fachbegriffe vom arabischen ins türkische übersetzte. Seine Übersetzung ist bis heute in der Türkei in Gebrauch.

## Biographie
Er wurde am 8. August 1843 in Kasanlak geboren. Er war das erste Kind in der Familie des Lehrers und Kaufmanns Stoentscho Stambologlu und dessen Frau Dafina. Am 14. August 1852, dem Vorabend von Mariä Himmelfahrt, half er dem örtlichen Priester das neue metallische Semantron zu läuten, deshalb wurden er und der Priester von dem Osmanen arrestiert. Auf Bitte einflussreicher Bürger von Kazanlak wurden beide freigelassen. Nach diesem Ereignis begann der junge Christo, sich für die Freiheit seiner Landsleute einzusetzen.
Seine Lehre begann er in Kasanlak. Im Jahre 1858 begann er ein Studium an der Imperialen Sultansschule für Medizin (Tıbhane-i Amire/Cerrahane-i Mamure) in Istanbul. Im 1865 noch als Student nahm er am Kampf gegen die Cholera teil und 1867 heilte er Typhuskranke. Dafür bekam er den türkischen Medjidie-Orden. Stambolski übersetzte die alte arabische Medizinterminologie ins Türkische. Seine Übersetzung ist bis heute in Gebrauch.
Er wurde sehr berühmt in Istanbul und kannte viele hochrangige Türken. Das gab ihm die Gelegenheit, eine wichtige Figur im bulgarischen Kirchenkampf zu werden. Er wurde Mitglied des Temporären Rats des bulgarischen Exarchats und Vorsitzender der bulgarischen Tschitalischte in Istanbul. Er arbeitete sowohl mit Ilarion Makariopolski, als auch mit Georgi Rakowski und Wassil Lewski zusammen. 1877 wurde er zusammen mit Georgi Walkowitsch in den Jemen verbannt, wo er sich mit der Krankheit Dracontiasis beschäftigte.
Nach der Befreiung Bulgariens, kehrte er nach Kasanlak zurück und wurde Abgeordneter in der Regionalversammlung Ostrumeliens. In seiner Heimatstadt eröffnete er in dieser Zeit ein Krankenhaus und die erste Apotheke in der Stadt. 1881 wurde er Minister für Verkehr und Postdienst. Während der Regierungszeit von Stefan Stambolow stand er wie viele anderen pro-russische Politiker unter Hausarrest. Später arbeitete er am Aleksandrowska-Krankenhaus. Obwohl er Mediziner war, hatte er großes Interesse an der bulgarischen Geschichte und veröffentlichte 1914 das Buch Alte bulgarische Geschichte. 1931 erschien der letzte Teil seiner Autobiografie. 1932 starb er mit 88 Jahren.